# Национальная галерея Ирландии

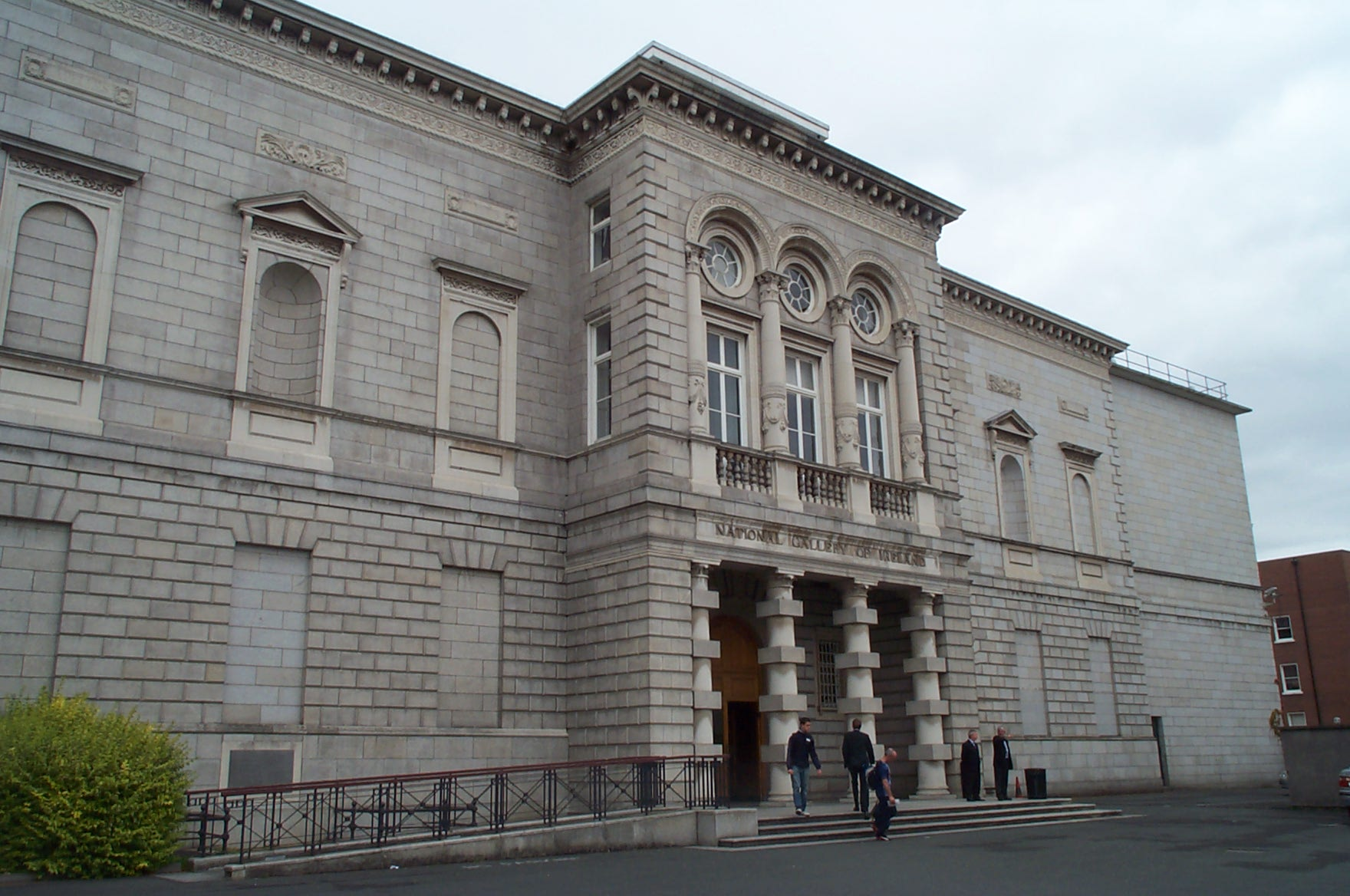
Вход в музей

Национальная галерея Ирландии (ирл. Ghailearaí Náisiúnta na hÉireann) — художественный музей в Дублине. Галерея основана в 1854 году, открылась для посещения через 10 лет. В музее хранится наиболее полное в мире собрание ирландской живописи. Также представлены работы итальянских, голландских и других старых мастеров.

## История
В 1853 году в Ленстер-хаусе прошла крупная промышленная выставка, на которой был осуществлён показ произведений искусства. Жителям Дублина настолько понравилось это мероприятие, что было решено организовать постоянную государственную коллекцию живописи. Через 11 лет, в специальном сооружённом для этого здании заработала галерея. В начале её собрания насчитывали всего 125 картин, однако, с 1866 года галерея начала пользоваться ежегодным грантом на покупку произведений искусств и к 1891 года почти всё пространство галереи было заполнено. 
В 1897 году вдовствующая графиня Миллтаун передала в дар музею около 200 картин, для которых к 1903 году было построено отдельное крыло в здании. В это же время галерее были подарены 31 акварельная работа британского живописца, мастер романтического пейзажа, Уильяма Тёрнера. При этом, дарители высказали требование, чтобы картины выставлялись лишь в январе (для защиты от негативного воздействия солнечных лучей), и сегодня, несмотря на современные технологии, галерея продолжает по традиции ограничивать показ акварелей.
В 1915 году погиб на потопленном лайнере «Лузитания» сэр Хью Перси Лейн, основатель Дублинской городской галереи современного искусства (англ.) (ныне носящей его имя). В своём завещании он упомянул Национальную галерею, которой оставил большую коллекцию живописи и часть своего имущества, которое ежегодно до сегодняшнего времени, приносит доход, необходимый для покупки новых произведений искусства. Часть имущества по завещанию перешла галерее и от британского драматурга и писателя Джорджа Бернарда Шоу, который по собственным словам, проводил очень много времени в музее в эпоху своей молодости.
В 1962 году к зданию галереи было пристроено ещё одно крыло. В 1987 году учреждению было передано 14 уникальных работ, среди которых картины Пабло Пикассо и Джека Батлера Йейтса. В том же году галерея получила дар из 17 шедевров мировой живописи кисти Диего Веласкеса, Бартоломе Эстебана Мурильо, Яна Вермера и т. д.

## Коллекции

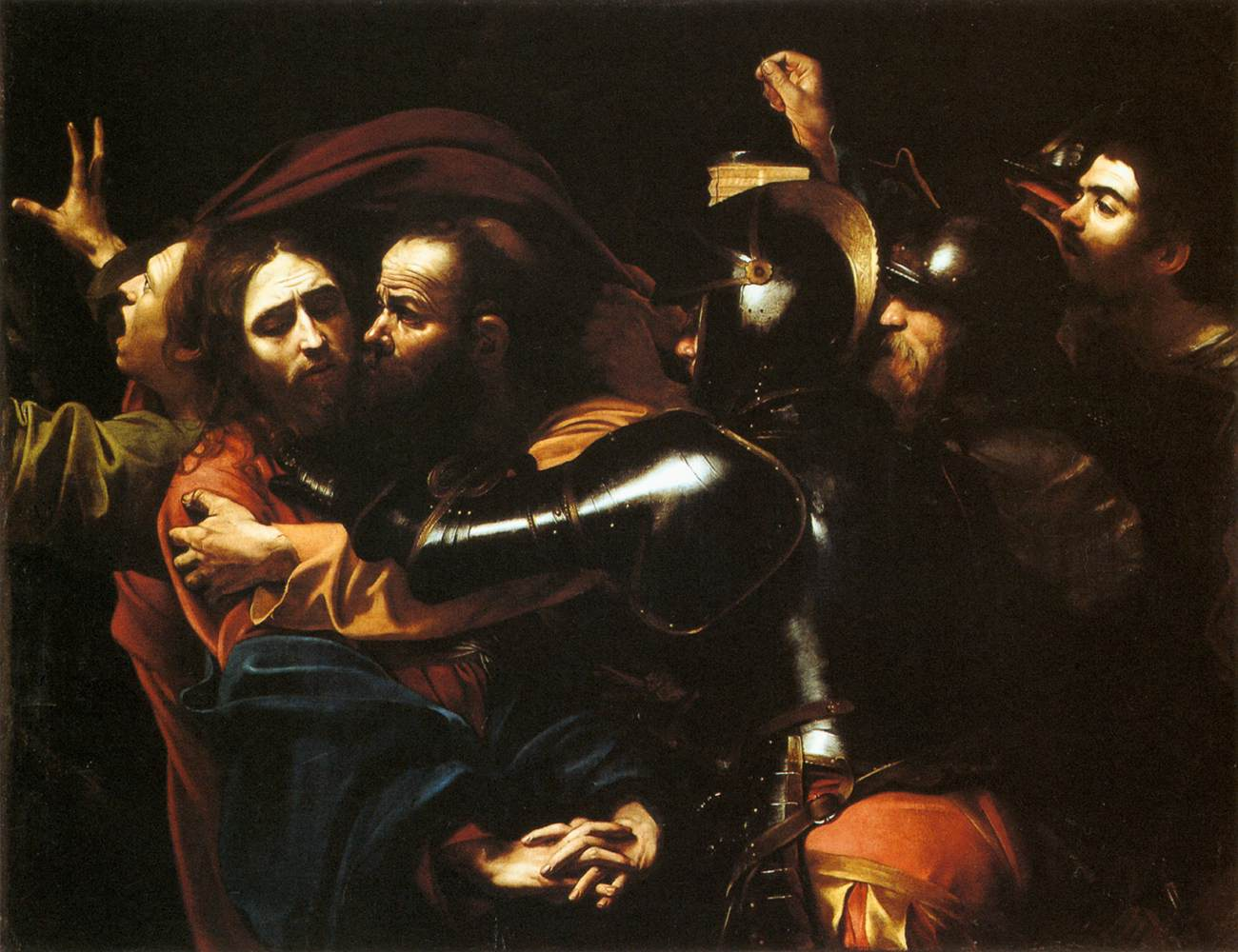
Караваджо. «Взятие Христа» (1602). Другой вариант этой же картины хранится в Одессе.

Всего в галерее хранится около 14 тыс. картин, а также фотографии, графика, рисунки, скульптура и другие произведения искусства.

### Испанская
- Луис де Моралес — «Св. Иероним в пустыне» (1570-е)
- Хосе де Рибера — «Св. Онуфрий» (после 1620)
- Диего Веласкес — «Мулатка» (1617—1618)
- Франсиско де Сурбаран — «Зачатие» (до 1660)
- Бартоломе Мурильо — «Возвращение блудного сына» (1660)
- Франсиско Гойя — «Донна Антония Саратэ» (1805—1806)

### Французская
- Никола Пуссен — «Акид и Галатея» (1627—1628), «Оплакивание Христа» (1657—1660)
- Жан Батист Симеон Шарден — «Натюрморт: два кролика, серая куропатка, ягдташ и пороховница» (1731)
- Жан Оноре Фрагонар — «Венера и Амур (День)» (1755)
- Эжен Делакруа — «Демосфена на берегу моря» (1859)
- Гюстав Курбе — «Портрет Адольфа Марле» (1851)
- Клод Моне — «Аржантей с одиноким парусником» (1874)
- Поль Синьяк — «Леди на террасе» (1898)
- Хаим Сутин — «Пейзаж с лестницей» (1922)

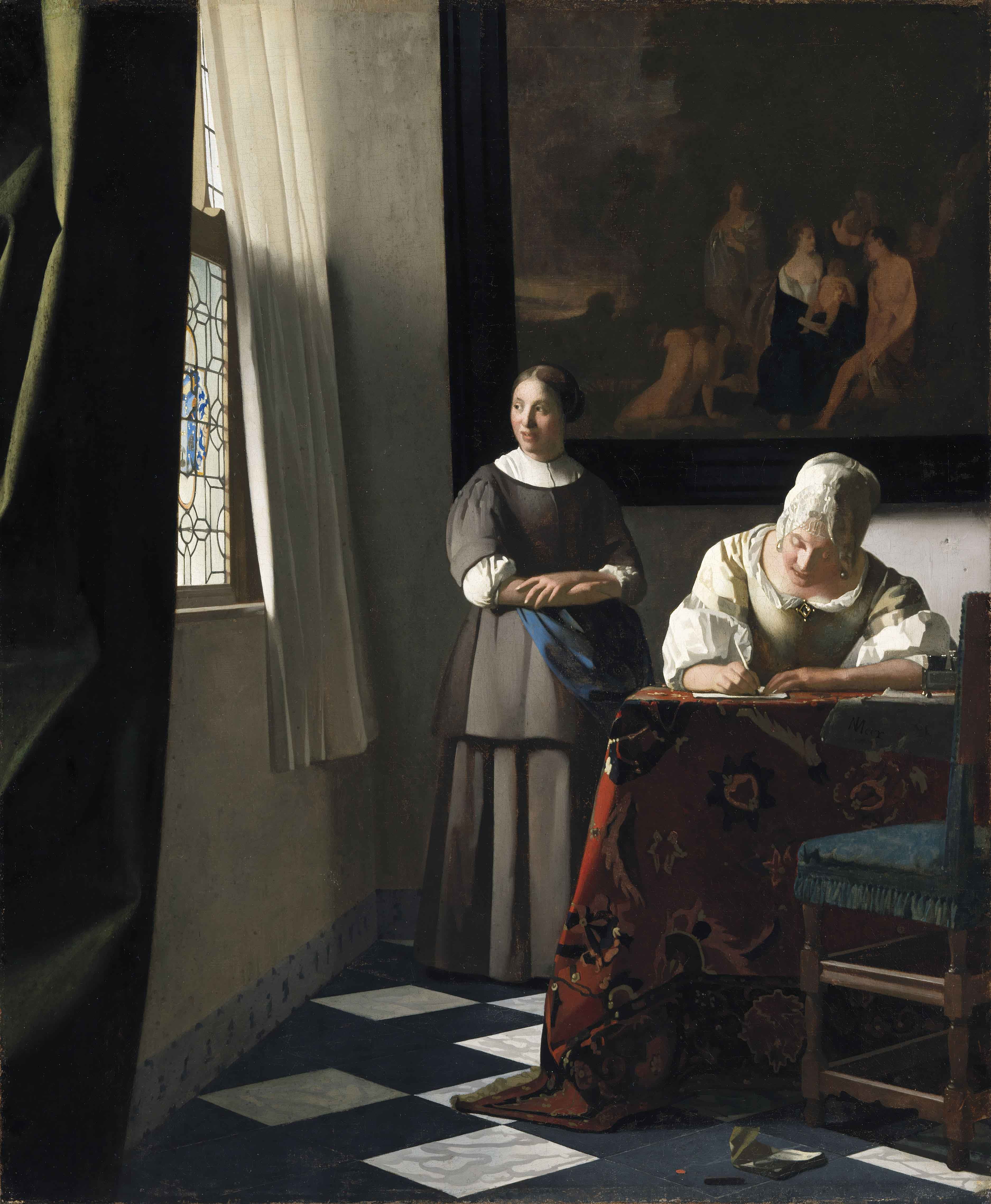
Вермеер. «Дама, пишущая письмо, со своей служанкой». Картина была подарена музею владельцем усадьбы Рассборо-Хаус в то время, когда она была украдена оттуда и увезена злоумышленниками в континентальную Европу.

### Итальянская
- Фра Беато Анджелико — «Святые Косма и Дамиан» (1440—1442)
- Филиппино Липпи — «Портрет музыканта» (после 1480)
- Тициан — «Ecce Homo» (1558—1560)
- Джованни Баттиста Морони — «Портрет джентльмена и двух его детей» (1570)
- Караваджо — «Взятие Христа» (1602)
- Гвидо Рени — «Смерть Клеопатры» (1639—1640)
- Доменикино — «Святая Мария Магдалина» (1625)
- Гверчино — «Иаков благословляет сыновей» (1620)
- Лука Джордано — «Венера, Марс и кузница Вулкана» (1660-е)
- Джованни Антонио Каналь — «Площадь Святого Марка» (1756)

### Немецкая
- Георг Пенц — «Портрет джентльмена» (1549)
- Ангелика Кауфман — «Семья Эли» (1771)
- Эмиль Нольде — «Две женщины в саду» (1915)

### Голландская
- Питер Брейгель Младший — «Крестьянская свадьба» (1620)
- Питер Пауль Рубенс — «Грош Святого Петра» (1617—1618)
- Якоб Йорданс — «Почитание Евхаристии» (1630), «Ужин в Эммаусе» (1645—1665)
- Антонис Ван Дейк — «Мальчик, стоящий на террасе» (1623—1624)